# 三好町
三好町（みよしちょう）は、徳島県北西部、吉野川の中流部北岸に位置していた町で、2006年3月1日に、三好郡三加茂町と合併して三好郡東みよし町となった。

## 地理
- 峠：東山峠
- 河川：吉野川、小川谷川

## 歴史
- 1955年（昭和30年）3月21日 - 昼間町・足代村が合併して三好町が発足。
- 2006年（平成18年）3月1日 - 三加茂町と合併して東みよし町が発足。同日三好町廃止。

## 行政
- 西尾大生（xxxx年から）

### 教育

#### 中学校
- 三好町立三好中学校

#### 小学校
- 三好町立東山小学校
- 三好町立足代小学校
- 三好町立昼間小学校

#### 幼稚園
- 東山幼稚園
- 昼間幼稚園
- 足代幼稚園
- 三好町保育園
- 東山児童クラブ
- 昼間児童クラブ
- 足代児童クラブ

## 交通

### 鉄道路線
四国旅客鉄道（JR四国）土讃線が通るが、町内に駅はない。最寄り駅は同線箸蔵駅または徳島線辻駅。

### 道路

#### 高速道路
- 徳島自動車道
吉野川ハイウェイオアシス（ETC専用、実験中）
吉野川SA

#### 県道
- 徳島県道4号丸亀三好線
- 徳島県道12号鳴門池田線

#### 広域農道
- 阿讃西部広域農道
- 阿讃三好広域農道

## 名所・旧跡・観光スポット・祭事・催事
- 美濃田の淵（みのだのふち）
- 吉野川ハイウェイオアシス
- 阿讃サーキット

## 出身有名人
- 宮内仁一（元プロ野球選手・阪神タイガース）
- 佐々木麻衣（タレント・グラビアアイドル）
- 日向千歩（ひなたちほ）（元タレント・モデル）